# Низе, Шарлотта
Шарлотта Низе (нем. Charlotte Niese; 7 июня 1854, Бург-ауф-Ферман, Гольштейн-Глюкштадт — 8 декабря 1935, Альтона) — немецкая писательница, поэтесса и педагог.

## Биография
Родилась в семье датского пастора; младшая сестра будущего филолога Бенедикта Низе (1849—1919). Получила хорошее домашнее образование и выдержала специальный экзамен на право быть гимназической и частной учительницей. С 1866 года была частным репетитором в отошедшем после войны к Пруссии Шлезвиг-Гольштейне, а также преподавала в интернате в Монтрё.
В 1873—1876 годах жила совместно со своей овдовевшей матерью и тогда же начала писать романы, первоначально под мужским псевдонимом Люциан Бюргер. С 1884 года жила в Альтоне, в 1888 году переехала в Оттенсен, в следующем году ставший частью Альтоны. К этому времени уже была известной писательницей и оставила учительство. Придерживалась феминистских и социал-демократических взглядов, участвовала в женском движении.
За свою жизнь написала порядка 60 романов, многие из которых, чаще на исторические сюжеты, предназначались для молодых девушек.

## Сочинения
- Cajus Rungholt (под псевдонимом Люциан Бюргер[3]; Бреслау, 1886) — исторический роман.
- «Auf halbverwischten Spuren» (под псевдонимом Люциан Бюргер; Дрезден, 1888) — повесть.
- «Erzählungen für das Volk» (публ. под собственным именем; Гамбург, 1890)
- «Bilder und Skizzen aus Amerika» (под псевдонимом Люциан Бюргер; Бреслау, 1893)
- Licht und Schatten (1895)
- Vergangenheit — Erzählung aus der Emigrantenzeit (1902)
- Die Klabunkerstraße. Roman (1904)
- Stadt, in der ich wohne (1908)
- Minette von Söhlenthal (1909)
- Allerlei Schicksale
- Als der Mond in Dorotheens Zimmer schien (1917)
- Aus dänischer Zeit (публ. под собственным именем; Лейпциг, 1892—1894) — полные юмора очерки.
- Aus schweren Tagen
- Das Lagerkind (1914)
- Der Verrückte Flinsheim und Zwei Andere Novellen (1914)
- Barbarentöchter
- Das Tagebuch der Ottony von Kelchberg
- Die Allerjüngste
- Die Hexe von Mayen
- Er und Sie
- Geschichten aus Holstein (1896)
- Nesthäkchen Gretel — Eine von den Jüngsten
- Reisezeit
- Von denen, die daheim geblieben (1915)
- Was Mahlmann erzählte
- Philipp Reiffs Schicksale und andere Geschichten
- Damals! Roman (1919)
- Was Michel Schneidewind als Junge erlebte
- Vom Kavalier und seiner Nichte (1919)
- Von Gestern und Vorgestern — Lebenserinnerungen
- Die Reise der Gräfin Sibylle (1926)
- Schloß Emkendorf (1928)
- Unter dem Joch des Korsen
- Am Gartenweg, Eine Geschichte von klugen und törichten Menschen

### Издания на русском языке
На русский язык переведён единственный роман «Доктор Струэнзе» А. Б. Михайловым в 1912 году, отсылающий к Иоганну Струэнзе.